# Acropora monticulosa
Acropora monticulosa is een rifkoralensoort uit de familie van de Acroporidae. De wetenschappelijke naam van de soort is voor het eerst geldig gepubliceerd in 1879 door Friedrich Brüggemann.